# Violeta Andreiová
Violeta Andreiová (* 29. března 1941 Brašov) byla rumunská divadelní a filmová herečka.

## Život
Narodila se 29. března 1941 v rumunském Brašově. Po dokončení střední školy Școala Centrală National College v Bukurešti absolvovala v roce 1965 Národní univerzitu divadla a filmu v Caragiale. Její divadelní debut se odehrál v divadle Teatrul Giulești (nyní divadlo Odeon). Poté hrála v několika rolích v bukurešťském divadle Bulandra, a to až do roku 1990.
Jejím filmovým debutem byla role ve filmu Golgota (1966), poté hrála v přibližně 60 rumunských filmech.
Je vdovou po bývalém ministru zahraničních věcí Rumunska Ștefanu Andreiovi. Mají spolu syna Călina Andreie.

## Vybraná filmografie
- Golgota (1966)
- Felix și Otilia (1972)
- Astă seară dansăm în familie (1972)
- Veronica se întoarce (1973)
- Dincolo de nisipuri (1974)
- Trei scrisori secrete (1974)
- Ștefan cel Mare - Vaslui 1475 (1975)
- Nu filmăm să ne-amuzăm (1975)
- Casa de la miezul nopții (1976)
- Ma-ma (1976)
- Aurel Vlaicu (1977) – Elena Caragiani-Stoenescuová
- Eu, tu, și... Ovidiu (1978)
- Clipa (1979)
- Lumina palidă a durerii (1981)
- Păcatele Evei (2005)
- Poveste de cartier (2008) – Venezuela Stănescuová, Davinciho žena